# Bóng đá tại Đại hội Thể thao châu Á 2010 – Nam
Giải đấu bóng đá nam tại Đại hội Thể thao châu Á 2010 được tổ chức từ ngày 8 tháng 11 đến ngày 25 tháng 11 năm 2010 tại Quảng Châu, Trung Quốc.

## Địa điểm
Tám địa điểm đã được sử dụng trong giải đấu.
| Quảng Châu                            | Quảng Châu            | Quảng Châu                    | Quảng Châu                                |
| ------------------------------------- | --------------------- | ----------------------------- | ----------------------------------------- |
| Sân vận động Olympic Quảng Đông       | Sân vận động Thiên Hà | Sân vận động Thị trấn Đại học | Sân vận động Việt Tú Sơn                  |
| Sức chứa: 80.012                      | Sức chứa: 56.000      | Sức chứa: 50.000              | Sức chứa: 30.000                          |
|                                       |                       |                               |                                           |
|                                       |                       |                               |                                           |
| Sân vận động Nhân dân tỉnh Quảng Đông | Sân vận động Anh Đông | Sân vận động Hoa Đô           | Sân vận động Trung tâm Thể thao Hoàng Phố |
| Sức chứa: 27.096                      | Sức chứa: 14.818      | Sức chứa: 13.395              | Công suất: 10.000                         |
|                                       |                       |                               |                                           |

## Bốc thăm
Lễ bốc thăm cho nội dung bóng đá nam đã được tổ chức vào ngày 7 tháng 10 năm 2010 tại khách sạn Garden ở Quảng Châu, Trung Quốc. Các đội tuyển được xếp hạt giống theo thứ hạng chung cuộc tại Đại hội Thể thao châu Á lần trước.
Ả Rập Xê Út, Iraq (đương kim á quân năm 2006) và Tajikistan là ba đội cũng có mặt trong danh sách đăng ký tham dự từ trước, nhưng đã rút lui trước buổi lễ bốc thăm.

## Vòng bảng
Hai đội đứng đầu mỗi bảng đấu cùng bốn đội xếp thứ ba có thành tích tốt nhất lọt vào vòng 1/8.

### Bảng A
| VT | Đội        | ST | T | H | B | BT | BB | HS | Đ | Giành quyền tham dự |
| -- | ---------- | -- | - | - | - | -- | -- | -- | - | ------------------- |
| 1  | Nhật Bản   | 3  | 3 | 0 | 0 | 8  | 0  | +8 | 9 | Vòng 16 đội         |
| 2  | Trung Quốc | 3  | 2 | 0 | 1 | 5  | 4  | +1 | 6 | Vòng 16 đội         |
| 3  | Malaysia   | 3  | 1 | 0 | 2 | 2  | 6  | −4 | 3 | Vòng 16 đội         |
| 4  | Kyrgyzstan | 3  | 0 | 0 | 3 | 2  | 7  | −5 | 0 |                     |

| Malaysia                  | 2–1      | Kyrgyzstan  |
| ------------------------- | -------- | ----------- |
| Talaha 27' · Chanturu 60' | Chi tiết | Sydykov 37' |

| Trung Quốc | 0–3      | Nhật Bản                              |
| ---------- | -------- | ------------------------------------- |
|            | Chi tiết | Yamazaki 11' · Nagai 58' · Suzuki 64' |

| Malaysia | 0–2      | Nhật Bản                  |
| -------- | -------- | ------------------------- |
|          | Chi tiết | Nagai 26' · Yamaguchi 64' |

| Trung Quốc                     | 2–1      | Kyrgyzstan   |
| ------------------------------ | -------- | ------------ |
| Lữ Văn Quân 84' · Ngô Hi 90+4' | chi tiết | Sidorenko 5' |

| Kyrgyzstan | 0–3      | Nhật Bản                                          |
| ---------- | -------- | ------------------------------------------------- |
|            | Chi tiết | Noborizato 4', 62' (ph.đ.) · Tomiyama 80' (ph.đ.) |

| Trung Quốc                                                       | 3–0      | Malaysia |
| ---------------------------------------------------------------- | -------- | -------- |
| Lý Khải 62' · Triệu Hoành Lược 66' · Trương Lâm Bồng 83' (ph.đ.) | Chi tiết |          |

### Bảng B
| VT | Đội          | ST | T | H | B | BT | BB | HS | Đ | Giành quyền tham dự |
| -- | ------------ | -- | - | - | - | -- | -- | -- | - | ------------------- |
| 1  | Iran         | 3  | 3 | 0 | 0 | 6  | 1  | +5 | 9 | Vòng 16 đội         |
| 2  | Turkmenistan | 3  | 1 | 1 | 1 | 8  | 7  | +1 | 4 | Vòng 16 đội         |
| 3  | Việt Nam     | 3  | 1 | 0 | 2 | 5  | 8  | −3 | 3 | Vòng 16 đội         |
| 4  | Bahrain      | 3  | 0 | 1 | 2 | 2  | 5  | −3 | 1 |                     |

| Việt Nam                                                           | 3–1      | Bahrain           |
| ------------------------------------------------------------------ | -------- | ----------------- |
| Đinh Thanh Trung 34' · Nguyễn Trọng Hoàng 72' · Nguyễn Anh Đức 89' | Chi tiết | Isa 90+3' (ph.đ.) |

| Iran                                                   | 4–1      | Turkmenistan    |
| ------------------------------------------------------ | -------- | --------------- |
| Hosseini 26', 61' · Ansarifard 84' · Daghagheleh 90+4' | Chi tiết | Hangeldiyev 49' |

| Việt Nam                                    | 2–6      | Turkmenistan                                                  |
| ------------------------------------------- | -------- | ------------------------------------------------------------- |
| Nguyễn Trọng Hoàng 85' · Nguyễn Anh Đức 87' | Chi tiết | Geldiyev 17' · Boliyan 24', 73' · Belyh 49' · Amanov 62', 83' |

| Iran             | 1–0      | Bahrain |
| ---------------- | -------- | ------- |
| Ansarifard 45+1' | Chi tiết |         |

| Bahrain        | 1–1      | Turkmenistan |
| -------------- | -------- | ------------ |
| Showaitezr 50' | Chi tiết | Mingazov 48' |

| Iran              | 1–0      | Việt Nam |
| ----------------- | -------- | -------- |
| Jalal Hosseini 4' | Chi tiết |          |

### Bảng C
| VT | Đội               | ST | T | H | B | BT | BB | HS | Đ | Giành quyền tham dự |
| -- | ----------------- | -- | - | - | - | -- | -- | -- | - | ------------------- |
| 1  | CHDCND Triều Tiên | 3  | 3 | 0 | 0 | 7  | 0  | +7 | 9 | Vòng 16 đội         |
| 2  | Hàn Quốc          | 3  | 2 | 0 | 1 | 7  | 1  | +6 | 6 | Vòng 16 đội         |
| 3  | Palestine         | 3  | 0 | 1 | 2 | 0  | 6  | −6 | 1 |                     |
| 4  | Jordan            | 3  | 0 | 1 | 2 | 0  | 7  | −7 | 1 |                     |

| Hàn Quốc | 0–1      | CHDCND Triều Tiên |
| -------- | -------- | ----------------- |
|          | Chi tiết | Ri Kwang-Chol 36' |

| Jordan | 0–0      | Palestine |
| ------ | -------- | --------- |
|        | Chi tiết |           |

| Hàn Quốc                                                       | 4–0      | Jordan |
| -------------------------------------------------------------- | -------- | ------ |
| Koo Ja-Cheol 21', 44' · Kim Bo-Kyung 46' · Cho Young-Cheol 78' | Chi tiết |        |

| CHDCND Triều Tiên                                        | 3–0      | Palestine |
| -------------------------------------------------------- | -------- | --------- |
| Kim Kuk-Jin 8' · Choe Kum-Chol 28' · Pak Kwang-Ryong 67' | Chi tiết |           |

| Hàn Quốc                                                    | 3–0      | Palestine |
| ----------------------------------------------------------- | -------- | --------- |
| Yoon Bit-Garam 10' · Park Chu-Young 13' · Park Hee-Sung 52' | Chi tiết |           |

| Jordan | 0–3      | CHDCND Triều Tiên                                                |
| ------ | -------- | ---------------------------------------------------------------- |
|        | Chi tiết | Kim Yong-Jun 17' · Choe Myong-Ho 81' (ph.đ.) · Choe Kum-Chol 85' |

### Bảng D
| VT | Đội                  | ST | T | H | B | BT | BB | HS | Đ | Giành quyền tham dự |
| -- | -------------------- | -- | - | - | - | -- | -- | -- | - | ------------------- |
| 1  | Qatar                | 3  | 2 | 1 | 0 | 4  | 1  | +3 | 7 | Vòng 16 đội         |
| 2  | Vận động viên Kuwait | 3  | 2 | 0 | 1 | 4  | 2  | +2 | 6 | Vòng 16 đội         |
| 3  | Ấn Độ                | 3  | 1 | 0 | 2 | 5  | 5  | 0  | 3 | Vòng 16 đội         |
| 4  | Singapore            | 3  | 0 | 1 | 2 | 1  | 6  | −5 | 1 |                     |

| Vận động viên Kuwait | 2–0      | Ấn Độ |
| -------------------- | -------- | ----- |
| Ajab 6', 53'         | Chi tiết |       |

| Qatar | 0–0      | Singapore |
| ----- | -------- | --------- |
|       | Chi tiết |           |

| Qatar             | 2–1      | Ấn Độ       |
| ----------------- | -------- | ----------- |
| Al-Marri 80', 88' | Chi tiết | Ravanan 19' |

| Vận động viên Kuwait      | 2–0      | Singapore |
| ------------------------- | -------- | --------- |
| Maqseed 11' · Al-Azmi 24' | Chi tiết |           |

| Ấn Độ                                                | 4–1      | Singapore        |
| ---------------------------------------------------- | -------- | ---------------- |
| Raja 13' · B. Singh 62' · J. Singh 67' · Mathani 75' | Chi tiết | La Chấn Luân 83' |

| Qatar                   | 2–0      | Vận động viên Kuwait |
| ----------------------- | -------- | -------------------- |
| Hatem 31' · Ahmed 90+4' | Chi tiết |                      |

### Bảng E
| VT | Đội        | ST | T | H | B | BT | BB | HS | Đ | Giành quyền tham dự |
| -- | ---------- | -- | - | - | - | -- | -- | -- | - | ------------------- |
| 1  | UAE        | 3  | 2 | 1 | 0 | 7  | 1  | +6 | 7 | Vòng 16 đội         |
| 2  | Hồng Kông  | 3  | 2 | 1 | 0 | 6  | 2  | +4 | 7 | Vòng 16 đội         |
| 3  | Uzbekistan | 3  | 1 | 0 | 2 | 3  | 4  | −1 | 3 | Vòng 16 đội         |
| 4  | Bangladesh | 3  | 0 | 0 | 3 | 1  | 10 | −9 | 0 |                     |

| Uzbekistan                            | 3–0      | Bangladesh |
| ------------------------------------- | -------- | ---------- |
| Turaev 23' · Ahmedov 43' · Nagaev 81' | Chi tiết |            |

| UAE       | 1–1      | Hồng Kông        |
| --------- | -------- | ---------------- |
| Mousa 37' | Chi tiết | Trần Văn Huy 81' |

| UAE                         | 3–0      | Bangladesh |
| --------------------------- | -------- | ---------- |
| Khalil 46' · Fawzi 63', 82' | Chi tiết |            |

| Uzbekistan | 0–1      | Hồng Kông       |
| ---------- | -------- | --------------- |
|            | Chi tiết | Trần Vĩ Hào 60' |

| Hồng Kông                                                          | 4–1      | Bangladesh   |
| ------------------------------------------------------------------ | -------- | ------------ |
| Âu Dương Diệu Trùng 2', 33' · Cúc Doanh Trí 41' · Trần Văn Huy 87' | Chi tiết | E. Hoque 24' |

| Uzbekistan | 0–3      | UAE                        |
| ---------- | -------- | -------------------------- |
|            | Chi tiết | Awana 7' · Khalil 17', 78' |

### Bảng F
| VT | Đội      | ST | T | H | B | BT | BB | HS | Đ | Giành quyền tham dự |
| -- | -------- | -- | - | - | - | -- | -- | -- | - | ------------------- |
| 1  | Oman     | 3  | 2 | 1 | 0 | 6  | 1  | +5 | 7 | Vòng 16 đội         |
| 2  | Thái Lan | 3  | 1 | 2 | 0 | 7  | 1  | +6 | 5 | Vòng 16 đội         |
| 3  | Maldives | 3  | 0 | 2 | 1 | 0  | 3  | −3 | 2 |                     |
| 4  | Pakistan | 3  | 0 | 1 | 2 | 0  | 8  | −8 | 1 |                     |

| Maldives | 0–3      | Oman                                             |
| -------- | -------- | ------------------------------------------------ |
|          | Chi tiết | Al-Mukhaini 21' · Al-Saadi 88' · Abdulhadi 90+1' |

| Thái Lan                                                          | 6–0      | Pakistan |
| ----------------------------------------------------------------- | -------- | -------- |
| Thonglao 15', 29' · Dangda 16', 73' · Keawsombat 59' · Jujeen 65' | Chi tiết |          |

| Thái Lan             | 1–1      | Oman              |
| -------------------- | -------- | ----------------- |
| Al-Shatri 44' (l.n.) | Chi tiết | Al-Mukhaini 45+1' |

| Maldives | 0–0      | Pakistan |
| -------- | -------- | -------- |
|          | Chi tiết |          |

| Oman                           | 2–0      | Pakistan |
| ------------------------------ | -------- | -------- |
| Al-Gheilani 10' · Al-Saadi 65' | Chi tiết |          |

| Thái Lan | 0–0      | Maldives |
| -------- | -------- | -------- |
|          | Chi tiết |          |

### Xếp hạng các đội đứng thứ ba
Bốn đội đứng thứ ba có thành tích tốt nhất giành quyền vào vòng 1/8.
| VT | Bg | Đội        | ST | T | H | B | BT | BB | HS | Đ | Giành quyền tham dự |
| -- | -- | ---------- | -- | - | - | - | -- | -- | -- | - | ------------------- |
| 1  | D  | Ấn Độ      | 3  | 1 | 0 | 2 | 5  | 5  | 0  | 3 | Vòng 16 đội         |
| 2  | E  | Uzbekistan | 3  | 1 | 0 | 2 | 3  | 4  | −1 | 3 | Vòng 16 đội         |
| 3  | B  | Việt Nam   | 3  | 1 | 0 | 2 | 5  | 8  | −3 | 3 | Vòng 16 đội         |
| 4  | A  | Malaysia   | 3  | 1 | 0 | 2 | 2  | 6  | −4 | 3 | Vòng 16 đội         |
| 5  | F  | Maldives   | 3  | 0 | 2 | 1 | 0  | 3  | −3 | 2 |                     |
| 6  | C  | Palestine  | 3  | 0 | 1 | 2 | 0  | 6  | −6 | 1 |                     |

## Vòng đấu loại trực tiếp

### Sơ đồ
|  | Vòng 16 đội       | Vòng 16 đội     |                   |       | Tứ kết                | Tứ kết                |             |             | Bán kết | Bán kết |  |  | Tranh huy chương vàng | Tranh huy chương vàng |
|  |                   |                 |                   |       |                       |                       |             |             |         |         |  |  |                       |                       |
|  | 16 tháng 11       |                 |                   |       |                       |                       |             |             |         |         |  |  |                       |                       |
|  |                   |                 |                   |       |                       |                       |             |             |         |         |  |  |                       |                       |
|  | Nhật Bản          | 5               |                   |       |                       |                       |             |             |         |         |  |  |                       |                       |
|  | Nhật Bản          | 5               | 19 tháng 11       |       |                       |                       |             |             |         |         |  |  |                       |                       |
|  | Ấn Độ             | 0               |                   |       |                       |                       |             |             |         |         |  |  |                       |                       |
|  | Ấn Độ             | 0               | Nhật Bản          | 1     |                       |                       |             |             |         |         |  |  |                       |                       |
|  | 16 tháng 11       |                 | Nhật Bản          | 1     |                       |                       |             |             |         |         |  |  |                       |                       |
|  |                   | Thái Lan        | 0                 |       |                       |                       |             |             |         |         |  |  |                       |                       |
|  | Turkmenistan      | Thái Lan        | 0                 | 0     |                       |                       |             |             |         |         |  |  |                       |                       |
|  | Turkmenistan      |                 | 23 tháng 11       | 0     |                       |                       |             |             |         |         |  |  |                       |                       |
|  | Thái Lan (h.p.)   | 1               |                   |       |                       |                       |             |             |         |         |  |  |                       |                       |
|  | Thái Lan (h.p.)   | 1               | Nhật Bản          | 2     |                       |                       |             |             |         |         |  |  |                       |                       |
|  | 15 tháng 11       |                 | Nhật Bản          | 2     |                       |                       |             |             |         |         |  |  |                       |                       |
|  |                   | Iran            | 1                 |       |                       |                       |             |             |         |         |  |  |                       |                       |
|  | Iran              | Iran            | 1                 | 3     |                       |                       |             |             |         |         |  |  |                       |                       |
|  | Iran              | 19 tháng 11     |                   | 3     |                       |                       |             |             |         |         |  |  |                       |                       |
|  | Malaysia          | 1               |                   |       |                       |                       |             |             |         |         |  |  |                       |                       |
|  | Malaysia          | 1               | Iran              | 1     |                       |                       |             |             |         |         |  |  |                       |                       |
|  | 15 tháng 11       |                 | Iran              | 1     |                       |                       |             |             |         |         |  |  |                       |                       |
|  |                   | Oman            | 0                 |       |                       |                       |             |             |         |         |  |  |                       |                       |
|  | Oman              | Oman            | 0                 | 3     |                       |                       |             |             |         |         |  |  |                       |                       |
|  | Oman              |                 | 25 tháng 11       | 3     |                       |                       |             |             |         |         |  |  |                       |                       |
|  | Hồng Kông         | 0               |                   |       |                       |                       |             |             |         |         |  |  |                       |                       |
|  | Hồng Kông         | 0               | Nhật Bản          | 1     |                       |                       |             |             |         |         |  |  |                       |                       |
|  | 16 tháng 11       |                 | Nhật Bản          | 1     |                       |                       |             |             |         |         |  |  |                       |                       |
|  |                   | UAE             | 0                 |       |                       |                       |             |             |         |         |  |  |                       |                       |
|  | CHDCND Triều Tiên | UAE             | 0                 | 2     |                       |                       |             |             |         |         |  |  |                       |                       |
|  | CHDCND Triều Tiên | 19 tháng 11     |                   | 2     |                       |                       |             |             |         |         |  |  |                       |                       |
|  | Việt Nam          | 0               |                   |       |                       |                       |             |             |         |         |  |  |                       |                       |
|  | Việt Nam          | 0               | CHDCND Triều Tiên | 0 (8) |                       |                       |             |             |         |         |  |  |                       |                       |
|  | 16 tháng 11       |                 | CHDCND Triều Tiên | 0 (8) |                       |                       |             |             |         |         |  |  |                       |                       |
|  |                   | UAE (pen.)      | 0 (9)             |       |                       |                       |             |             |         |         |  |  |                       |                       |
|  | UAE               | UAE (pen.)      | 0 (9)             | 2     |                       |                       |             |             |         |         |  |  |                       |                       |
|  | UAE               |                 | 23 tháng 11       | 2     |                       |                       |             |             |         |         |  |  |                       |                       |
|  | Kuwait            | 0               |                   |       |                       |                       |             |             |         |         |  |  |                       |                       |
|  | Kuwait            | 0               | UAE (h.p.)        | 1     |                       |                       |             |             |         |         |  |  |                       |                       |
|  | 15 tháng 11       |                 | UAE (h.p.)        | 1     |                       |                       |             |             |         |         |  |  |                       |                       |
|  |                   | Hàn Quốc        | 0                 |       | Tranh huy chương đồng | Tranh huy chương đồng |             |             |         |         |  |  |                       |                       |
|  | Qatar             | Hàn Quốc        | 0                 | 0     | Tranh huy chương đồng | Tranh huy chương đồng |             |             |         |         |  |  |                       |                       |
|  | Qatar             | 19 tháng 11     | 19 tháng 11       | 0     |                       |                       | 25 tháng 11 | 25 tháng 11 |         |         |  |  |                       |                       |
|  | Uzbekistan (h.p.) | 19 tháng 11     | 19 tháng 11       | 1     |                       |                       | 25 tháng 11 | 25 tháng 11 |         |         |  |  |                       |                       |
|  | Uzbekistan (h.p.) | Uzbekistan      | 1                 | 1     | Iran                  | 3                     |             |             |         |         |  |  |                       |                       |
|  | 15 tháng 11       | Uzbekistan      | 1                 |       | Iran                  | 3                     |             |             |         |         |  |  |                       |                       |
|  |                   | Hàn Quốc (h.p.) | 3                 |       | Hàn Quốc              | 4                     |             |             |         |         |  |  |                       |                       |
|  | Trung Quốc        | Hàn Quốc (h.p.) | 3                 | 0     | Hàn Quốc              | 4                     |             |             |         |         |  |  |                       |                       |
|  | Trung Quốc        |                 |                   | 0     |                       |                       |             |             |         |         |  |  |                       |                       |
|  | Hàn Quốc          | 3               |                   |       |                       |                       |             |             |         |         |  |  |                       |                       |
|  | Hàn Quốc          | 3               |                   |       |                       |                       |             |             |         |         |  |  |                       |                       |

### Vòng 16 đội
| Iran                                        | 3–1      | Malaysia           |
| ------------------------------------------- | -------- | ------------------ |
| Ansarifard 53' · Hosseini 59' · Sharafi 67' | Chi tiết | Talaha 86' (ph.đ.) |

| Oman                          | 3–0      | Hồng Kông |
| ----------------------------- | -------- | --------- |
| Al-Hadhri 30', 61' · Aman 68' | Chi tiết |           |

| Qatar | 0–1 (s.h.p.) | Uzbekistan  |
| ----- | ------------ | ----------- |
|       | Chi tiết     | Nagaev 108' |

| Trung Quốc | 0–3      | Hàn Quốc                                                    |
| ---------- | -------- | ----------------------------------------------------------- |
|            | Chi tiết | Kim Jung-Woo 19' · Park Chu-Young 49' · Cho Young-Cheol 58' |

| Nhật Bản                                                    | 5–0      | Ấn Độ |
| ----------------------------------------------------------- | -------- | ----- |
| Nagai 17', 51' · Yamazaki 28' · Yamamura 45' · Mizunuma 63' | Chi tiết |       |

| CHDCND Triều Tiên                               | 2–0      | Việt Nam |
| ----------------------------------------------- | -------- | -------- |
| Choe Kum-Chol 35' · Choe Myong-Ho 90+1' (ph.đ.) | Chi tiết |          |

| UAE                               | 2–0      | Kuwait |
| --------------------------------- | -------- | ------ |
| Al-Kamali 67' (ph.đ.) · Mousa 87' | Chi tiết |        |

| Turkmenistan | 0–1 (s.h.p.) | Thái Lan      |
| ------------ | ------------ | ------------- |
|              | Chi tiết     | Keerathi 107' |

### Tứ kết
| Nhật Bản    | 1–0      | Thái Lan |
| ----------- | -------- | -------- |
| Higashi 45' | Chi tiết |          |

| UAE                                                                                                 | 0–0 (s.h.p.) | CHDCND Triều Tiên |
| --------------------------------------------------------------------------------------------------- | ------------ | --- |
| | Chi tiết     | |
| Loạt sút luân lưu                                                                                   |              | |
| Al-Kamali · A. Abdulrahman · Ali Al-Amri · Saleh · O. Abdulrahman · Mousa · Ali · Jamal · Al-Shehhi | 9–8          | Choe Myong-Ho · Choe Kum-Chol · Pak Nam-Chol · An Chol-Hyok · Jon Kwang-Ik · Ri Kwang-Hyok · Kim Kuk-Jin · Pak Chol-Min · Ri Chol-Myong |

| Iran                 | 1–0      | Oman |
| -------------------- | -------- | ---- |
| Aliasgaridehaghi 41' | Chi tiết |      |

| Uzbekistan             | 1–3 (s.h.p.) | Hàn Quốc                                                  |
| ---------------------- | ------------ | --------------------------------------------------------- |
| Karimov Sherzodbek 72' | Chi tiết     | Hong Jeong-Ho 3' · Park Chu-Young 93' · Kim Bo-Kyung 102' |

### Bán kết
| Nhật Bản                 | 2–1      | Iran            |
| ------------------------ | -------- | --------------- |
| Nizunuma 38' · Nagai 60' | Chi tiết | Afshin Arash 6' |

| UAE                     | 1–0 (s.h.p.) | Hàn Quốc |
| ----------------------- | ------------ | -------- |
| Alabry Ahmed Ali 120+2' | Chi tiết     |          |

### Trận tranh huy chương đồng
| Iran                                                                  | 3–4      | Hàn Quốc                                                     |
| --------------------------------------------------------------------- | -------- | ------------------------------------------------------------ |
| Rezaei Gholamreza 5' · Aliasgaridehaghi 45+2' · Ansari Fard Karim 49' | Chi tiết | Koo Ja-Cheol 48' · Park Chu-Young 77' · Ji Dong-Won 88', 89' |

### Trận tranh huy chương vàng
| Nhật Bản        | 1–0      | UAE |
| --------------- | -------- | --- |
| Saneto Yuki 74' | Chi tiết |     |

### Huy chương vàng
| Vô địch Bóng đá nam Đại hội Thể thao châu Á 2010 |
| ------------------------------------------------ |
| · Nhật Bản · Lần đầu tiên                        |

## Cầu thủ ghi bàn
Đã có 135 bàn thắng ghi được trong 52 trận đấu, trung bình 2.6 bàn thắng mỗi trận đấu.
5 bàn thắng
- Nagai Kensuke (JPN)

4 bàn thắng
- Karim Ansarifard (IRI)
- Jalal Hosseini (IRI)
- Park Chu-Young (KOR)

3 bàn thắng
- Koo Ja-Cheol (KOR)
- Choe Kum-Chol (PRK)
- Ahmad Khalil (UAE)

2 bàn thắng
- Âu Dương Diệu Trùng (HKG)
- Trần Văn Huy (HKG)
- Hamid Reza Aliaskari (IRI)
- Mizunuma Kota (JPN)
- Noborizato Kyohei (JPN)
- Yamazaki Ryohei (JPN)
- Cho Young-Cheol (KOR)
- Khalid Ajab (KUW)
- Norshahrul Idlan Talaha (MAS)
- Hussain Al-Hadhri (OMA)
- Moatasim Al-Mukhaini (OMA)
- Waleed Al-Saadi (OMA)
- Choe Myong-Ho (PRK)
- Ji Dong-Won (KOR)
- Kim Bo-Kyung (KOR)
- Norshahrul Idlan Talaha (MAS)
- Hussain Al-Hadhri (OMA)
- Mutassim Al-Mukhaini (OMA)
- Waleed Al-Saadi (OMA)
- Jaralla Al-Marri (QAT)
- Teerasil Dangda (THA)
- Keerati Keawsombat (THA)
- Datsakorn Thonglao (THA)
- Arslanmyrat Amanov (TKM)
- Aleksandr Boliyan (TKM)
- Mohamed Fawzi (UAE)
- Abdullah Mousa (UAE)
- Ivan Nagaev (UZB)
- Nguyễn Anh Đức (VIE)
- Nguyễn Trọng Hoàng (VIE)

1 bàn thắng
- Md Enamul Hoque (BAN)
- Sayed Ali Isa (BRN)
- Tareq Showaitezr (BRN)
- Lý Khải (CHN)
- Lữ Văn Quân (CHN)
- Ngô Hi (CHN)
- Triệu Hoành Lược (CHN)
- Trương Lâm Bồng (CHN)
- Trần Vĩ Hào (HKG)
- Cúc Doanh Trí (HKG)
- Manish Mathani (IND)
- Balwant Singh (IND)
- Khangebam Jibon Singh (IND)
- Jewel Raja Shaikh (IND)
- Dharmaraj Ravanan (IND)
- Arash Afshin (IRI)
- Mehdi Daghagheleh (IRI)
- Gholamreza Rezaei (IRI)
- Amir Sharafi (IRI)
- Higashi Keigo (JPN)
- Saneto Yuki (JPN)
- Suzuki Daisuke (JPN)
- Tomiyama Takamitsu (JPN)
- Yamaguchi Hotaru (JPN)
- Yamamura Kazuya (JPN)
- Hong Jeong-Ho (KOR)
- Kim Jung-Woo (KOR)
- Park Hee-Seong (KOR)
- Yoon Bit-Garam (KOR)
- Mashari Al-Azmi (KUW)
- Ali Maqseed (KUW)
- Pavel Sidorenko (KGZ)
- Aziz Sydykov (KGZ)
- Suppiah Chanturu (MAS)
- Mohammed Al-Gheilani (OMA)
- Abdullah Abdulhadi (OMA)
- Bait Nasib Aman (OMA)
- Kim Kuk-Jin (PRK)
- Kim Yong-Jun (PRK)
- Pak Kwang-Ryong (PRK)
- Ri Kwang-Chon (PRK)
- Abdulaziz Hatem (QAT)
- Adil Ahmed (QAT)
- Luo Zhenlun (SIN)
- Anawin Jujeen (THA)
- Maksim Belyh (TKM)
- Serdar Geldiyev (TKM)
- Guvanch Hangeldiyev (TKM)
- Ruslan Mingazov (TKM)
- Hamdan Al-Kamali (UAE)
- Ahmed Ali (UAE)
- Theyab Awana (UAE)
- Odil Ahmedov (UZB)
- Sherzod Karimov (UZB)
- Kenja Turaev (UZB)
- Đinh Thành Trung (VIE)

1 bàn phản lưới nhà
- Amer Al-Shatri (OMA) (trong trận gặp THA)

## Bảng xếp hạng chung cuộc
Bảng này xếp hạng các đội tuyển trong suốt giải đấu. Ngoại trừ bốn vị trí đầu tiên, thứ tự các vị trí tiếp theo được xác định bằng điểm số với các đội lọt vào cùng một giai đoạn của giải.
Theo quy ước thống kê trong bóng đá, các trận đấu được quyết định bởi loạt sút luân lưu được tính là trận hòa.
| Hạng                  | Đội                  | Tr | T | H | B | BT | BB | HS  | Đ  |
| --------------------- | -------------------- | -- | - | - | - | -- | -- | --- | -- |
| 1                     | Nhật Bản             | 7  | 7 | 0 | 0 | 17 | 1  | +16 | 21 |
| 2                     | UAE                  | 7  | 4 | 2 | 1 | 10 | 2  | +8  | 14 |
| 3                     | Hàn Quốc             | 7  | 5 | 0 | 2 | 17 | 6  | +11 | 15 |
| 4                     | Iran                 | 7  | 5 | 0 | 2 | 14 | 8  | +6  | 15 |
| Bị loại ở tứ kết      |                      |    |   |   |   |    |    |     |    |
| 5                     | CHDCND Triều Tiên    | 5  | 4 | 1 | 0 | 9  | 0  | +9  | 13 |
| 6                     | Oman                 | 5  | 3 | 1 | 1 | 9  | 2  | +7  | 10 |
| 7                     | Thái Lan             | 5  | 2 | 2 | 1 | 8  | 2  | +6  | 8  |
| 8                     | Uzbekistan           | 5  | 2 | 0 | 3 | 5  | 7  | −2  | 6  |
| Bị loại ở vòng 16 đội |                      |    |   |   |   |    |    |     |    |
| 9                     | Qatar                | 4  | 2 | 1 | 1 | 4  | 2  | +2  | 7  |
| 10                    | Hồng Kông            | 4  | 2 | 1 | 1 | 6  | 5  | +1  | 7  |
| 11                    | Athletes from Kuwait | 4  | 2 | 0 | 2 | 4  | 4  | 0   | 6  |
| 12                    | China                | 4  | 2 | 0 | 2 | 5  | 7  | −2  | 6  |
| 13                    | Turkmenistan         | 4  | 1 | 1 | 2 | 8  | 8  | 0   | 4  |
| 14                    | Ấn Độ                | 4  | 1 | 0 | 3 | 5  | 10 | −5  | 3  |
| 14                    | Việt Nam             | 4  | 1 | 0 | 3 | 5  | 10 | −5  | 3  |
| 16                    | Malaysia             | 4  | 1 | 0 | 3 | 3  | 9  | −6  | 3  |
| Bị loại ở vòng bảng   |                      |    |   |   |   |    |    |     |    |
| 17                    | Maldives             | 3  | 0 | 2 | 1 | 0  | 3  | −3  | 2  |
| 18                    | Bahrain              | 3  | 0 | 1 | 2 | 2  | 5  | −3  | 1  |
| 19                    | Singapore            | 3  | 0 | 1 | 2 | 1  | 6  | −5  | 1  |
| 20                    | Palestine            | 3  | 0 | 1 | 2 | 0  | 6  | −6  | 1  |
| 21                    | Jordan               | 3  | 0 | 1 | 2 | 0  | 7  | −7  | 1  |
| 22                    | Pakistan             | 3  | 0 | 1 | 2 | 0  | 8  | −8  | 1  |
| 23                    | Kyrgyzstan           | 3  | 0 | 0 | 3 | 2  | 7  | −5  | 0  |
| 24                    | Bangladesh           | 3  | 0 | 0 | 3 | 1  | 10 | −9  | 0  |